# Complejo del cobre antiguo
El complejo o cultura del cobre antiguo (en inglés: old copper culture) fue una cultura arqueológica que habitó la región de los Grandes Lagos de Norteamérica durante el período arcaico, caracterizada por el uso generalizado de artefactos de cobre, para herramientas, armas y ornamentos. Algunos artefactos de esta cultura han sido datados desde el 7500 hasta el 1000 a. C.

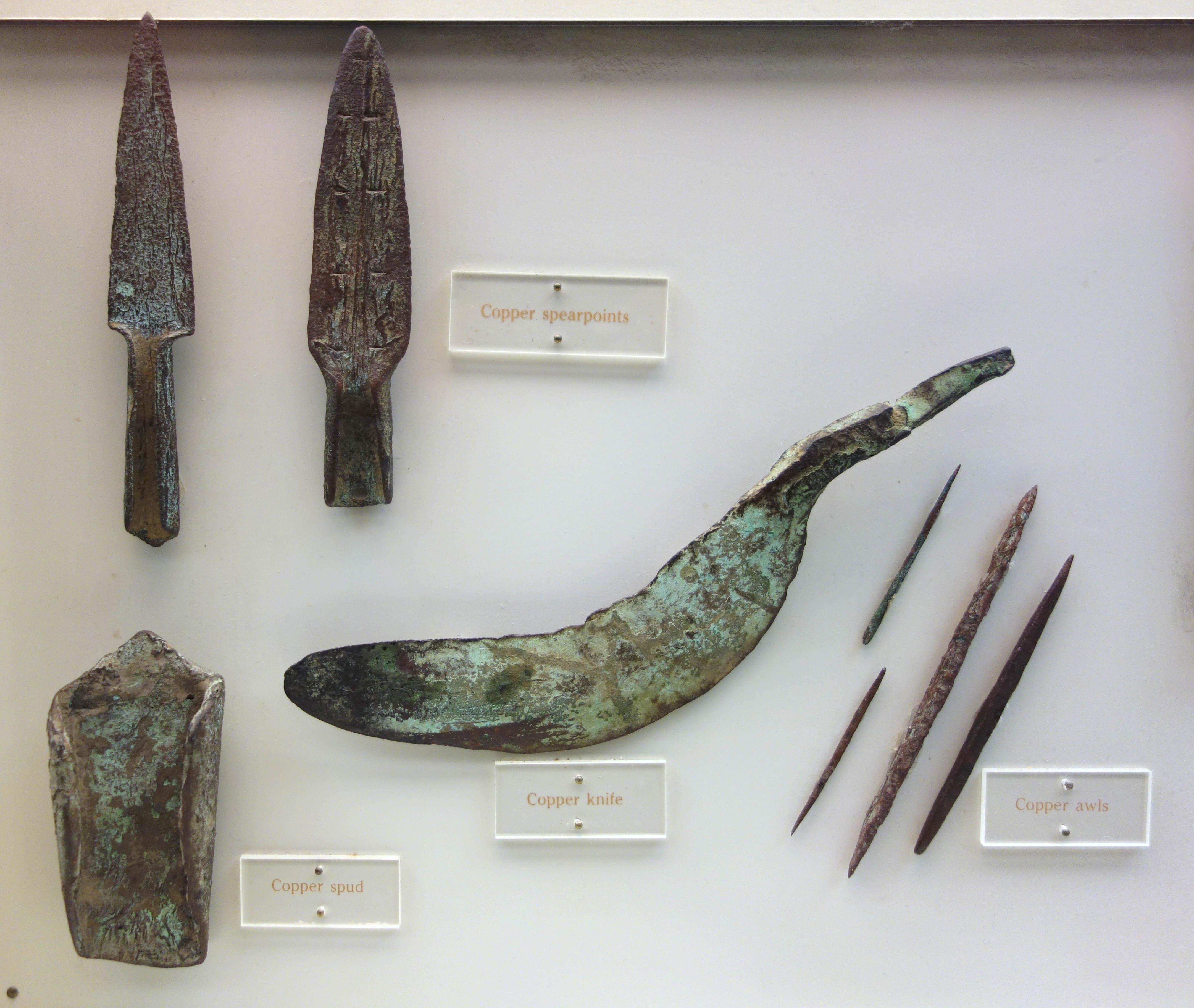
Cuchillo de cobre, dos puntas de lanza, cuatro punzones y una azuela del período Arcaico Tardío, Wisconsin, 3000 a. C.-1000 a. C.

Se cree que trabajaban el cobre en frío, aunque hay posibles evidencias de fundición y aleación, estas aún son tema de debate. Algunos arqueólogos están convencidos de que las posteriores cultura Hopewell y cultura misisipiana fueron capaces de alcanzar la tecnología para fundir metales.

## Localizaciones

### Grandes lagos occidentales
El complejo del cobre antiguo de los Grandes Lagos Occidentales es el más conocido y se data hasta 9 500 años atrás. En el área cercana al lago Superior existen vetas de cobre en la superficie, donde alcanza un 99 % de pureza. Hay evidencias de explotación del mineral alrededor del lago superior; las principales canteras para su extracción están en Isle Royale, en la península de Keweenaw y en el río Brule.
Estas culturas produjeron una variedad de puntas de lanza, herramientas y objetos decorativos de cobre mediante las técnicas de calentar, recocer y martillar. Estos pueblos intercambiaron productos de cobre por materiales exóticos. Más o menos hace 3 000 años, el uso del cobre había cambiado, se dejaron de fabricar herramientas y el material quedó relegado casi exclusivamente a la joyería y otros bienes de lujo. Este proceso ha sido interpretado como debido a la aparición de  jerarquías sociales más complejas en el área.
En junio de 1952, un niño de 13 años desenterró huesos humanos mientras jugaba en una antigua cantera en Oconto, al noreste de Wisconsin. El Servicio Arqueológico de Wisconsin llevó a cabo una excavación arqueológica al mes siguiente y descubrieron un cementerio de la cultura del cobre antiguo con entre 5 000 y 6 000 años de antigüedad. Hoy en día este es el lugar del Parque Estatal de la Cultura del Cobre.

### Otras ubicaciones

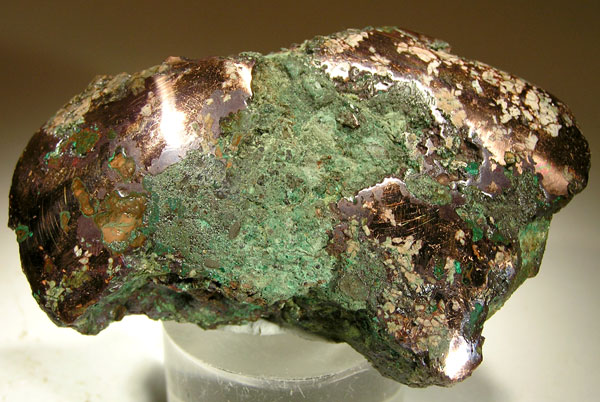
Pepita de cobre nativo, un ejemplo de la materia prima utilizada por esta cultura

Se han encontrado artefactos de cobre en una gran variedad de lugares no solo alrededor de los Grandes Lagos sino por todo el Sur de los Estados Unidos. Se sabe que la región de los Grandes Lagos comerciaba con objetos de cobre con otras partes de Norteamérica, siendo este el posible origen de dichos artefactos. Sin embargo, existen otras possibles fuentes de cobre, como por ejemplo, cerca del sitio de Etowah, en las montañas Apalaches de Georgia.